# Glenea vanikorana
Glenea vanikorana là một loài bọ cánh cứng trong họ Cerambycidae.